# Buffalo Soldier
Buffalo Soldier är en reggaesång skriven av Bob Marley och Noel G. Williams (pseudonym King sporty). En tidig version spelades in av Bob Marley & The Wailers 1978 mot slutet av Kaya-turnén. Låten finns på det postuma albumet Confrontation 1983, varifrån den blev en stor hit. 
Buffalo Soldiers betecknade soldater i de kavalleriregementen för afroamerikaner som bildades i USA från 1866 och var aktiva under Indiankrigen och  Spansk-amerikanska kriget.
Låttexten förbinder rastafari med soldaternas vedermödor. Det omnämnda San Juan kan syfta på slaget vid San Juan Hill på Kuba under Spansk-amerikanska kriget.

## Listplaceringar
| Lista (1983)   | Position             |
| -------------- | -------------------- |
| Finland        | 29                   |
| Frankrike      | 19                   |
| Irland         | 4                    |
| Norge          | 10 (VG-lista)        |
| Nya Zeeland    | 3                    |
| Storbritannien | 4 (UK Singles Chart) |
| Sverige        | Spelad i Poporama    |
| Österrike      | 14                   |